# جون حنا (سياسي)
جون حنا هو محامي وسياسي أمريكي، ولد في 3 سبتمبر 1827 في إنديانابوليس في الولايات المتحدة، وتوفي في 24 أكتوبر 1882 في بلينفيلد في الولايات المتحدة. نشط حزبياً في الحزب الجمهوري. وقد انتخب عضو مجلس النواب الأمريكي ‏.